# Episodi di Mr. Belvedere (quinta stagione)
La quinta stagione della serie televisiva Mr. Belvedere è stata trasmessa in anteprima negli Stati Uniti d'America dalla ABC a partire dal 14 ottobre 1988.
| nº | Titolo originale  | Titolo italiano | Prima TV USA     | Prima TV Italia |
| -- | ----------------- | --------------- | ---------------- | --------------- |
| 1  | Fat Cats          |                 | 14 ottobre 1988  |                 |
| 2  | Hooky             |                 | 21 ottobre 1988  |                 |
| 3  | Braces            |                 | 28 ottobre 1988  |                 |
| 4  | Pigskin           |                 | 4 novembre 1988  |                 |
| 5  | Marsha's Secret   |                 | 11 novembre 1988 |                 |
| 6  | Duel              |                 | 18 novembre 1988 |                 |
| 7  | Roommates         |                 | 25 novembre 1988 |                 |
| 8  | The Curse         |                 | 2 dicembre 1988  |                 |
| 9  | Black Widow       |                 | 9 dicembre 1988  |                 |
| 10 | Homeless          |                 | 16 dicembre 1988 |                 |
| 11 | New Year's        |                 | 6 gennaio 1989   |                 |
| 12 | Spot              |                 | 13 gennaio 1989  |                 |
| 13 | Anchors Away      |                 | 20 gennaio 1989  |                 |
| 14 | Stakeout          |                 | 3 febbraio 1989  |                 |
| 15 | The Election      |                 | 10 febbraio 1989 |                 |
| 16 | Mutiny            |                 | 17 febbraio 1989 |                 |
| 17 | The Debate        |                 | 24 febbraio 1989 |                 |
| 18 | Really Full House |                 | 17 marzo 1989    |                 |
| 19 | The Book          |                 | 31 marzo 1989    |                 |
| 20 | The Escort        |                 | 14 aprile 1989   |                 |
| 21 | The Ghostwriter   |                 | 28 aprile 1989   |                 |
| 22 | Almost Heaven     |                 | 5 maggio 1989    |                 |
| 23 | The Dinner        |                 | 1989             |                 |
| 24 | The Attic         |                 | 1989             |                 |